# Luzeray
Der Luzeray ist ein Fluss in Frankreich, der im Département Allier in der Region Auvergne-Rhône-Alpes verläuft. 
Er entspringt an der Gemeindegrenze von Treteau und Thionne, entwässert generell Richtung Westnordwest und mündet nach rund 23 Kilometern im südöstlichen Gemeindegebiet von Chemilly als rechter Nebenfluss in den Allier. Der Mündungsbereich liegt im Naturschutzgebiet Réserve naturelle nationale du Val d’Allier, einem Feuchtgebiet am Fluss Allier.

## Orte am Fluss
(Reihenfolge in Fließrichtung)
- Les Ségurets, Gemeinde Saint-Voir
- Saint-Voir
- Gouise
- Bessay-sur-Allier
- Les Rigaudets, Gemeinde Bessay-sur-Allier